# María Páramo del Rincón de la Peña
María Alonso del Páramo del Rincón de la Peña (Madrid, 2 de febrer de 1592—17 d'octubre de 1660), més coneguda pel seu nom religiós María de San Ignacio, va ser una religiosa agustiniana i escriptora castellana.
Va néixer a Madrid el 2 de febrer 1592, filla de Juan Alonso Páramo del Rincón i d'Ana María de la Peña. Òrfena de mare, el seu pare, que servia com a soldat al rei, va deixar Páramo al servei de la comtessa de Puñonrostro. A la seva joventut va sentir la vocació religiosa de la mà de la mare Mariana de San José, que estava fundant un convent d'agustinianes recol·lectes a Valladolid. Prèvia comunicació a la comtessa, va prendre l'hàbit i fou admesa a l'orde el 2 de febrer de 1611.
Va passar per diversos convent de l'orde, com els de Castilleja de la Cuesta o Carmona. Va ser priora diverses vegades, essent un dels seus mandats de dotze anys, i també serví com a sotspriora i mestra de novícies, càrrecs en els quals va sobresortir per la seva virtut i saviesa. Al llarg de la seva vida també conreà la pintura, el dibuix, el brodat i l'escriptura; a la seva mort es van trobar diversos llibres de caràcter religiós escrits per ella titulats Suspiros del alma a Dios, Protestaciones de la fe, Peticiones al Señor i Sacrificios de su alma y cuerpo.
Afectada de càncer a la boca i la gola, va morir després d'un llarg període de malaltia, el 17 d'octubre de 1660.